# Eremaeozetes irenae
Eremaeozetes irenae är en kvalsterart som beskrevs av Schatz 2000. Eremaeozetes irenae ingår i släktet Eremaeozetes och familjen Eremaeozetidae. Inga underarter finns listade i Catalogue of Life.